# HATSUNE MIKU EXPO
HATSUNE MIKU EXPO（はつねミクエキスポ）とは、クリプトン・フューチャー・メディアが展開する「初音ミク」の世界ツアー（ライブコンサート、企画展）である。通称は「MIKU EXPO」。

## 概要
初音ミクが世界各国を巡るイベントとして2014年にスタート。往年のヒット曲から最新曲、開催地の言語を用いた楽曲・MCを取り入れたり、日本や現地のクリエイターによるアート作品の展示、ワークショップ、クラブイベントなど、各国・各都市の開催規模やファン層に合わせた展開を実施している。
2016年にはサブイベントとして「Digital Stars」が誕生し、2020年より「HATSUNE MIKU Digital Stars」として単独開催に至った。
2024年終了時点で世界46都市にて計111公演が行われている。

## 制作背景
クリプトン社には、世界各国から毎日の様に何らかの問い合わせが送られていた。中でも「コンサートを開催して欲しい」という要望が定番と言えるほど多く、有名な都市から小さな町まで様々な開催要望があったが、それら全てに応えることはコスト的にも時間的にも現実的ではなかった。
クリプトン社は海外向けの初音ミク系コミュニティサイト内で、海外各国に向けた“初音ミクに来てほしいと思う都市”の投票企画「Help Us Find You!」キャンペーンを実施。10万を超える投票が集まり、最多得票のインドネシア（ジャカルタ）がMIKU EXPOにおけるファーストコンサートの地に選ばれた。
前年に始動した「初音ミク マジカルミライ」と同じく、ユーザー参加型の企画を実施して創作活動の“きっかけ”となるように配慮している他、シンポジウムでの日本の出来事の発表なども織り込んでいる。
コンサートに加えて展示企画も実施する事から「HATSUNE MIKU EXPO」と命名された。

## 歴史

### 2010年代
HATSUNE MIKU EXPO 2014
対象国：インドネシア、アメリカ
上記の経緯で最多得票数を獲得したインドネシア（ジャカルタ）で5月18日に初公演「HATSUNE MIKU EXPO 2014 IN INDONESIA」を行った後、「HATSUNE MIKU EXPO 2014 in Los Angeles & New York」を10月11-12日にロサンゼルスで、同月17-18日にニューヨークで開催。アメリカの両公演におけるテーマソングとしてBIGHEADの「Sharing The World」が採用された。
ジャカルタ公演では、現地のサークル「VOCALO.ID」のmoahxが手掛けたインドネシア語の楽曲「Venus di Ujung Jari」がライブで披露され、会場を沸かせた。
ロス公演では、「初音ミク ハロウィンパーティ」や「スカイライトシアターfeat.初音ミク」、「初音ミク　ハロウィンダンスパーティ」他、日本食の屋台やカラオケ、コスプレコンテスト、ライブドローイングなどを実施した。NY公演では、11日間にわたってマンハッタンのアートギャラリーを貸し切って「Hatsune Miku Art Exhibition - Universal Positivity」を実施し、クリエイターの絵の展示＆販売が行われた。この企画ではtokidokiのデザイナーのサイン会が行われたり、スクウェア・エニックスの野村哲也のコラボアートワークも初公開された。
HATSUNE MIKU EXPO 2015 in Shanghai
対象国：中国
中国の上海が4番目の開催地に選ばれた。6月27日-28日に開催され、上海及び中国の本土では初めてのミクのコンサートとなった。中国語楽曲「月西江」や「紡唄（中国語ver）」を披露し、会場を湧かせた。専用の等身大フィギュアや現地クリエイターの作品、グッズなど過去最大の展示数となった。
HATSUNE MIKU EXPO 2016
対象国：日本、アメリカ、カナダ、メキシコ、台湾、中国
この年にはミクの初めての日本ツアー「HATSUNE MIKU EXPO 2016 Japan Tour」が開催され、3月23日-4月10日に福岡・名古屋・大阪・札幌・東京の5都市のzeppを巡業した。
4月23日-6月5日に北米3ヵ国を巡る「HATSUNE MIKU EXPO 2016 North America」、6月25・26日にミクパ♬以来となる台湾公演、12月3日-11日に上海と北京を回る中国ツアー「HATSUNE MIKU EXPO 2016 China Tour」が開催された。中国では翌年以降に「HATSUNE MIKU WITH YOU（未来有你）」が継続的に開催されるようになった。
HATSUNE MIKU EXPO 2017 in MALAYSIA
対象国：マレーシア
12月16日に行われた初のマレーシア公演では、ミクたちが多くの言語で歌うなど多民族・多言語国家ならではの演出が採用された。
HATSUNE MIKU EXPO 2018
対象国：アメリカ、メキシコ、フランス、ドイツ、イギリス
初のヨーロッパツアー「HATSUNE MIKU EXPO 2018 EUROPE」が開催され、パリ、ケルン、ロンドンの3都市を巡業（パリ公演は「ジャポニスム2018」の一環として実施）。アメリカ＆メキシコ公演「HATSUNE MIKU EXPO 2018 USA & Mexico」のロス公演はEXPOのちょうど50回目の公演にあたり、サプライズとしてkzも登場した。
HATSUNE MIKU EXPO 2019 in Taiwan & Hong Kong / HATSUNE MIKU EXPO 5th Anniversary
対象国：台湾、中国（香港）
EXPOの5周年目に台湾（5月11日）と香港（7月27日）にて開催。5周年テーマソング「ラッキー☆オーブ」のMVも公開された。

### 2020年代
HATSUNE MIKU EXPO 2020
対象国：フランス、ドイツ、イギリス、オランダ、スペイン、アメリカ（中止）、カナダ（中止）
2度目のヨーロッパツアー「HATSUNE MIKU EXPO 2020 EUROPE」を1月11日-22日に開催。前回の3ヵ国に加え、オランダとスペインでも開催。
その後、「HATSUNE MIKU EXPO 2020 USA & Canada」と「コーチェラ・フェスティバル」への参加が予定されていたが、新型コロナの蔓延によりイベント自体が中止に追い込まれた。
HATSUNE MIKU EXPO 2021 Online
新型コロナの影響で世界ツアーの実施が困難な状況の中、世界中の人間が参加できて楽しめるイベントを開催するという理念のもとEXPOとしては初のオンラインコンサートが企画され、6月6日に無料配信。クラウドファンディングを通しての企画となり、9時間で目標金額に到達。
HATSUNE MIKU EXPO Rewind
2022年、未だ新型コロナが蔓延している中で6月5日にEXPOの軌跡を振り返る（Rewind）総集編として無料オンラインイベントを実施。未公開映像も展開された。11月6日にはそのパワーアップ版として映像・企画などを追加した「MIKU EXPO Rewind＋」が実施された。
HATSUNE MIKU EXPO 2023 VR
シリーズ初のVR配信コンテンツ。クラウドファンディングによって実現し、11月にオンライン配信された。
HATSUNE MIKU EXPO 2024 / HATSUNE MIKU EXPO 10th Anniversary
対象国：アメリカ、メキシコ、カナダ、イギリス、ベルギー、フランス、オランダ、ドイツ、オーストラリア、ニュージーランド
イベント10周年を記念して北米出身のCircusPと日本人クリエイター・雄之助のコラボにより誕生した楽曲「Intergalactic Bound」のMVが公開された。MVはアニメーター・たなかまさあきが手掛ける。
4月4日-5月21日に北米17都市を巡る「MIKU EXPO 2024 North America」を開催。また、再びコーチェラの出演メンバーとなる。
9月4日、中国の深圳市にて7,998機のドローンを使用して「Intergalactic Bound」のMVを上空に再現するドローンショーが行われ、ドローンショーで描く「ディスプレイの大きさ」でギネス世界記録を更新。この挑戦は中国のドローンメーカー・高巨創新（深圳市高巨创新科技开发有限公司）と日本の株式会社レッドクリフの共同で行われ、7,998機のドローンが「幅約155m×高さ約85m」の巨大なディスプレイを夜空に形成した。
10月-11月上旬にヨーロッパ6都市を巡る「MIKU EXPO 2024 Europe」、11月にオセアニア5都市を巡る南半球初のツアー「MIKU EXPO 2024 New Zealand & Australia」を開催予定。
HATSUNE MIKU EXPO 2025
対象国：タイ、中国（香港）、インドネシア、フィリピン、シンガポール、マレーシア、韓国
初のアジアツアーを開催予定。